# Като, Киёми (борец)
Киёми Като (яп. 加藤 喜代美 Като: Киёми, род. 8.3.1948); Асахикава, Япония — японский борец вольного стиля, чемпион Олимпийских игр, призёр Азиатских игр

## Биография
Занимался борьбой с школы в Асахикаве, затем во время обучения в Университете Сэнсю. По окончании поступил на работу в Sanshin Electronics Corporation
В 1968—1971 годах выиграл все японские чемпионаты. В 1970 году занял второе место на Азиатских играх. Однако, на чемпионате мира 1971 года остался только шестым, поэтому большие надежды на олимпийские медали на борца не возлагались.
На Летних Олимпийских играх 1972 года в Мюнхене боролся в категории до 52 килограммов (наилегчайший вес). Выбывание из турнира проходило по мере накопления штрафных баллов. За чистую победу штрафные баллы не начислялись, за победу за явным преимуществом начислялось 0,5 штрафных балла, за победу по очкам 1 штрафной балл, за ничью 2 или 2,5 штрафных балла, за поражение по очкам 3 балла, поражение за явным преимуществом 3,5 балла, чистое поражение — 4 балла. Если борец набирал 6 или более штрафных баллов, он выбывал из турнира. Титул оспаривали 24 человека.
Киёми Като блестяще провёл турнир, в четырёх из шести предварительных схваток победив соперников чисто. Его отрыв по штрафным баллам от ближайших соперников по финалу Арсена Алахвердиева (СССР) и Ким Вон Хёна (КНДР) составлял 4 балла. В финальных схватках японский борец выиграл у обоих своих конкурентов и стал чемпионом. Его золотая медаль в этом весе стала третьей подряд на Олимпийских играх для японской команды.
| Круг              | Соперник          | Страна                                       | Результат | Основание                                   | Время схватки |
| ----------------- | ----------------- | -------------------------------------------- | --------- | ------------------------------------------- | ------------- |
| 1                 | Мохаммед Горбани  | Иран                                         | Победа    | Туше (0 штрафных баллов)                    | 5:57          |
| 2                 | Мохаммад Ареф     | Афганистан                                   | Победа    | Туше (0 штрафных баллов)                    | 8:35          |
| 3                 | Анджей Кудельский | Польша                                       | Победа    | Туше (0 штрафных баллов)                    | 2:55          |
| 4                 | Гордон Берти      | Канада                                       | Победа    | За явным преимуществом (0,5 штрафных балла) |               |
| 5                 | Судеш Кумар       | Индия                                        | Победа    | По очкам (1 штрафной балл)                  |               |
| 6                 | Петре Чорну       | Румыния                                      | Победа    | Туше (0 штрафных баллов)                    | 1:35          |
| Финал (встреча 1) | Ким Вон Хён       | Корейская Народно-Демократическая Республика | Победа    | По очкам (1 штрафной балл)                  |               |
| Финал (встреча 2) | Арсен Алахвердиев | Союз Советских Социалистических Республик    | Победа    | По очкам (1 штрафной балл)                  |               |

## Видео
- Олимпийские игры 1972, вольная борьба, 52 кг: Арсен Алахвердиев (СССР) - Киёми Като (Япония)